# Évelyne Serverin
 (avril 2022).
Évelyne Serverin est une sociologue et juriste française. Elle est spécialiste de la sociologie du droit.

## Parcours
Évelyne Serverin est docteur en droit, diplômée d'un doctorat d'État en droit à l'université Jean-Moulin-Lyon-III, ancienne élève de l'École nationale des impôts et titulaire d'un DES de sciences criminelles, d'un certificat de psychologie physiologique et d'une maîtrise de psychologie.
Serverin est enseignante à la Faculté de droit de l'université de Saint-Étienne et chercheuse au Centre de recherche critique sur le droit (CERCRID) à l'université Jean-Monnet-Saint-Étienne entre 1983 et 2000.
Elle est directrice de recherche au Centre national de la recherche scientifique (CNRS),. Elle est aussi membre du Centre de théorie et d'analyse du droit de l'Université Paris-Nanterre et chercheuse associée au Centre d'études de l'emploi.[réf. nécessaire]
Serverin est présidente de l'association Loysel-Tiennot Grumbach. Elle est membre du Conseil supérieur de la magistrature (CSM).

## Publications
- Évelyne Serverin et Sylvie Bruxelles, « Du judiciaire au juridique : un procès d'avortement dans les revues de jurisprudence », Langage,‎ 1979 (lire en ligne [PDF]).
- De la jurisprudence en droit privé : Théorie d'une pratique, Lyon, Presses universitaires de Lyon, 1985, 460 p. (ISBN 978-2-7297-0265-6)
- Évelyne Serverin et Pierre Lascoumes, « Théorie et pratique de l'effectivité du droit », Droit et Société,‎ février 1986 (lire en ligne [PDF]).
- Évelyne Serverin et Pierre Lascoumes, « Le droit comme activité sociale: pour une approche wébérienne des activités juridiques », Droit et Société,‎ 1988 (lire en ligne [PDF]).
- Évelyne Serverin, Sociologie du droit, Paris, La Découverte, 2000, 128 p. (ISBN 978-2-7071-2973-4)
- Évelyne Serverin et Thierry Kirat, Droit dans l'action économique, Paris, CNRS Éditions, 2000, 238 p. (ISBN 978-2-271-05806-5)
- Évelyne Serverin (dir.) et Dominique Méda (dir.), Le Contrat de travail, La Découverte, 2008.
- Évelyne Serverin (dir.), Dominique Méda et Bernard Gomel (dir.), L'Emploi en ruptures, Dalloz, 2009.
- Évelyne Serverin et Bernard Gomel, Le Revenu de solidarité active ou L'avènement des droits incitatifs, Noisy-le-Grand, Centre d'études de l'emploi, 2012.
- « Forfaits, minima, maxima, référentiels : les outils de la maîtrise des indemnités de licenciement sans cause réelle et sérieuse », Revue de droit du travail, no 10,‎ 2016.
- Évelyne Serverin et Thierry Martin (dir.), « L'éthique de la recherche, au risque de l'expérimentation sociale », Éthique de la recherche et risques humains, Besançon, Presses universitaires de Franche-Comté,‎ 2021 (DOI 10.4000/books.pufc.23457).